# Стријатум
Стријатум (лат. corpus striatum; striata) је скуп међусобно повезаних једара која чине највећу структуру субкортикалних базалних ганглија. Стријатум је критична компонента моторичког и система награђивања; прима глутаматергичке и допаминергичке улазе из различитих извора; и служи као примарни улаз за остатак базалних ганглија.
Функционално, стријатум координира вишеструке аспекте когниције, укључујући и моторичко и акционо планирање, доношење одлука, мотивацију, појачање и перцепцију награде. Стријатум се састоји од каудатног једра и лентиформног језгра. Међутим, неки аутори верују да се састоји од каудатног једра, путамена и вентралног стријатума. Лентиформно језгро се састоји од већег путамена и мањег глобус палидуса. Строго говорећи, глобус палидус је део стријатума. Међутим, уобичајена је пракса да се имплицитно искључи глобус палидус када се говори о стријаталним структурама.
Код примата, стријатум је подељен на вентрални стријатум и дорзални стријатум, поделе које се заснивају на функцији и везама. Вентрални стријатум се састоји од nucleus accumbens и олфакторног туберкула. Дорзални стријатум се састоји од каудатног језгра и путамена. Нервни тракт беле масе (унутрашња капсула) у дорзалном стријатуму раздваја каудатно језгро и путамен. Анатомски, термин стријатум описује његов пругасти (пругасти) изглед сиво-беле масе.